# (200056) 2008 PB15
(200056) 2008 PB15 es un asteroide perteneciente al cinturón de asteroides, descubierto el 10 de agosto de 2008 por el equipo del Observatorio Astronómico de Mallorca desde el Observatorio Astronómico de La Sagra, Puebla de Don Fadrique (Granada), España.

## Designación y nombre
Designado provisionalmente como 2008 PB15.

## Características orbitales
2008 PB15 está situado a una distancia media del Sol de 3,123 ua, pudiendo alejarse hasta 3,406 ua y acercarse hasta 2,840 ua. Su excentricidad es 0,090 y la inclinación orbital 8,636 grados. Emplea 2016,27 días en completar una órbita alrededor del Sol.

## Características físicas
La magnitud absoluta de 2008 PB15 es 16,2.